# گوردون براون
گوردون جیمز براون (به انگلیسی: Gordon James Brown)؛ (زاده ۲۰ فوریه ۱۹۵۱) پنجاه و دومین نخست‌وزیر بریتانیا بود که بین سال‌های ۲۰۰۷ تا ۲۰۱۰ به عنوان رهبر حزب کارگر در این مسند جای داشت. او پیش از آن در کابینه تونی بلر وزیر خزانه‌داری و از سال ۱۹۸۳ نماینده پارلمان بریتانیا بود. براون پس از ۳۲ سال نمایندگی، در سال ۲۰۱۵ از مجلس کناره گرفت و دیگر در انتخابات شرکت نکرد.
براون در ۲۰ فوریه سال ۱۹۵۱ در محله «گاوِن» کنار رودخانه کلاید در شهر گلاسگو اسکاتلند زاده شد و دومین فرزند یک کشیش اسکاتلندی است. وی در زمان دبیرستان طی بازی راگبی چشم چپ خود را از دست داد.

## بازسازی حزب کارگر
وی با بازسازی حزب کارگر، اعتبار سیاست‌های اقتصادی حزب کارگر را احیاء کرد و با این کار نظر رأی‌دهندگان بریتانیایی را به سمت خود جلب کرد تا از این راه بتواند همچنان حزب کارگر را در رأس امور بریتانیا نگه دارد. برخی بر این باورند که دعوای بی‌پایان او با تونی بلر باعث تضعیف حزب کارگر شد.

## عملکرد
مخالفان گوردون براون او را بدترین نخست‌وزیر دوران بعد از جنگ جهانی دوم می‌دانند و بر این باورند که بلندپروازی‌های او به مراتب بیش از توانش بود. اما هوادارانش او را از بزرگان دوران خویش می‌دانند، سیاست‌مداری که در نجات اقتصاد جهانی و اقتصاد بریتانیا نقش بازی کرد. از نظر آن‌ها وی مردی بود که گاه درخشان و شورانگیز بود و گاه مضطرب و نگران.
فراتر از همه این‌ها، نقش شخصیت وی در شیوه رهبری سیاسی‌اش بود. او از تغییر پوند استرلینگ به یورو جلوگیری کرد و در واکنش جهانی به بحران مالی ۲۰۱۲–۲۰۰۷ نقشی اساسی بازی کرد. از دیگر اقدام‌های وی تعیین حداقل دست‌مزد سراسری در کشور و معافیت‌های مالیاتی و البته سال‌های رشد اقتصادی است که به او اجازه داد تا میلیاردها پوند هزینه خدمات عمومی کرد.

## مذاکره با ایران
گفته می‌شود گوردن براون، معتقد است دربارهٔ آینده عراق از طریق اتحادیه اروپا با ایران وارد گفتگو شود، این اقدام در تناقض شدید با آمریکا است که توصیه‌های گروه مطالعات عراق برای مذاکره با تهران را نادیده گرفته‌است.
او همچنین معتقد است باید از اشتباهات جنگ عراق هر چند هنوز از تهاجم به عراق در سال ۲۰۰۳ (میلادی) حمایت‌می‌کند، درس بگیرد.

## تغییرات کابینه
براون طرفدار تحول بود و این موضوع بیش از هر جایی خود را در ترکیب کابینه وی نشان می‌داد. در کابینه وی تقریباً تمام چهره‌ها تازه بودند. برجسته‌ترین سیمای تازه کابینه بریتانیا دیوید میلیبند عضو فعال و جوان حزب کارگر بود که به جای مارگارت بکت، وزیر خارجه دولت تونی بلر انتخاب شد.
الستر دارلینگ به عنوان وزیر دارایی جدید معرفی شد و جکی اسمیت وزیر کشور جدید بریتانیا شد. این اولین باری بود که یک زن در مقام وزارت کشور قرار گرفت. جک استراو در سمت وزیر دادگستری قرار گرفت و دس براون وزیر دفاع. وی یکی از معدود وزرایی که سمت خود را حفظ کرد.

### تغییرات دیگر کابینه
- داگلاس الکساندر:

وزیر توسعه بین‌المللی که پیشتر وزیر حمل و نقل بود.
- هیلاری بن:

وزیر محیط زیست که در دولت قبلی وزیر توسعه بود.
- الن جانسون:

وزیر بهداشت
- روت کلی:

وزیر حمل و نقل
- تسا جاول:

وزیر مشاور در امور بازیهای المپیک
- اد بالز:

وزیر کودکان، مدارس و خانواده
- جان دنهام:

وزیر مشاور در نوآوری دانشگاه‌ها
- مارک مالوچ براون:

وزیر مشاور در امور آفریقا، آسیا و سازمان ملل متحد
گوردن براون گفته بود که قصد دارد با استفاده از استعدادهای جوان در حزب کارگر، دولتی تازه تشکیل دهد.

## اولویت‌ها
او در دوران مسئولیتش، مسئله آموزش، خدمات بهداشتی، محیط زیست، امنیت و ثبات اقتصادی را از اولویت‌های خود برشمرد.
دو عنصر اصلی رویکرد بین‌المللی براون، اخلاق و منافع اقتصادی بود و این دو عنصر راز موفقیت وی به عنوان وزیر دارایی بود. براون در سخنرانی‌هایش به کرات پنج موضوع بین‌المللی را مدنظر قرار می‌داد: جهانی شدن، تغییرات جمعیتی، فناوری، امنیت جهانی و تغییرات آب و هوا. او معتقد بود که باید به ترویج بازار آزاد پرداخت و از طریق همکاری با چین، هند و روسیه آنان را مجبور ساخت تا از قوانین بین‌المللی تجارت تبعیت کنند.